# ジーン・ピットニー
ジーン・ピットニー (Gene Pitney, 1941年2月17日 - 2006年4月5日）は、アメリカのシンガー・ソングライターである。
独特の張りのある歌声で人気を博し、「恋の痛手 (Only love can break a heart)」、「リバティ・バランスを撃った男 (The man who shot Liberty Valance)」、「非情の町 (Town without pity)」等、多数のヒットを持つ。日本では、「ルイジアナ・ママ (Louisiana Mama)」で知られている。

## 来歴

### デビュー前
コネチカット州ハートフォードに生まれ、同州ロックヴィルで育つ。クライド・マクファターやムーン・マリカンに影響を受ける。高校に進み、バンドを結成する。
1959年に「ビリー・ブライアン」の変名でデビューするも、チャート入りはしていない。

### デビュー
1961年、アーロン・シュローダーが新設したミュージコア・レーベルと契約を交わす。同年、「恋なんておサラバ (I wanna) Love my life away」でデビュー、39位を記録する。
2枚目のシングル「ルイジアナ・ママ」が不発するも、3枚目の「エヴリ・ブレス・アイ・テイク」が42位を記録する。

### ヒットシンガーに
続く「非情の町 (Town without pity)」が13位を記録し、ピットニーの名は徐々に知られ始める。
5枚目のシングル「リバティ・バランスを撃った男 (The man who shot Liberty Valance)」が4位を記録し、一躍ヒットシンガーの仲間入りを果たす。その直後に同名の映画が作られる。
続く「恋の痛手 (Only love can break a heart)」も2位を記録する。しかし、その後のシングルはアメリカのチャートでは浮き沈みが大きく、安定してピットニーの曲はイギリスのチャートでヒットを出している。1963年にはバート・バカラックの「タルサからの24時間」が全英5位を記録している。
また、作曲家としての一面も併せ持っており、ボビー・ヴィーの「ラバー・ボール」、ザ・クリスタルズの「ヒーズ・ア・レベル」、リッキー・ネルソンの「ハロー・メリー・ルー」といったヒット曲を生み出している事でも有名である。

### 1960年代後半以降
1966年の「バックステージ」は全米25位を記録。
1968年の「ハート・ブレイカー」"She's a heartbreaker"は全米16位を記録するが、1970年代にはヒット・レコードをだしていない。
ピットニーは、活動の拠点をイギリスやヨーロッパに移す。また、1970年代はオーストラリアでもヒットを出す。
1989年、マーク・アーモンドがピットニーの「サムシングス・ガットン・ホールド・オブ・マイ・ハート」をカバーした事で、イギリスで注目を集める。
1993年、ワールド・トレード・センターが爆破被害を受けた日、ピットニーはニューヨークのカーネギーホールでコンサートを開いていた。
2002年に、ピットニーはロックの殿堂のパフォーマー部門に認定された。

### 死去
2006年4月5日、イギリスでのツアー中にホテルの部屋で動脈硬化による心臓発作で死去した。65歳だった。
そのツアーの最後は、「非情の町」で締めくくられ、スタンディングオベーションを受けていた。

## 他アーティスト・グループに提供した楽曲[1]
- ザ・クリスタルズ - He's A Rebel
- ボビー・ヴィー - Rubber Ball
- リッキー・ネルソン - Hello, Mary Lou
- ビリー・ブランド - Harmony
- ロイ・オービソン - Today's Teardrops
- クライド・マクファター - Tomorrow is-a comin'

- レイ・ピーターソン - Across the street